# Fausto Frigerio
Fausto Frigerio (Vimercate, 13 febbraio 1966) è un ex lunghista e ostacolista italiano.

## Biografia
Vinse la medaglia di bronzo sui 110 metri ostacoli ai Campionati europei under 20 di atletica leggera del 1985 alle spalle di Jon Ridgeon e Colin Jackson e ai Giochi del Mediterraneo del 1991, dove conquistò anche la medaglia d'argento nel salto in lungo. Prese parte ai campionati del mondo del 1991 (salto in lungo) e del 1993 (110 metri ostacoli) senza però raggiungere la finale.
Il suo miglior tempo personale sui 110 a ostacoli è 13"64, ottenuto nel luglio del 1993 a Sestriere; la sua miglior misura nel salto in lungo è 8,15 m, ottenuta nel luglio del 1990 a Cagliari.

### Allenatore
Fausto Frigerio inizia la sua attività di allenatore presso la Polisportiva Cernuschese, per poi dedicarsi alla preparazione tecnico/fisica di alcuni atleti appartenenti a primarie società sportive lombarde di atletica leggera ottenendo a livello nazionale risultati significativi in tutte le categorie. Nel 2016 la Fidal Lombardia lo chiama per assumere il ruolo di Responsabile Tecnico del settore Ostacoli, ruolo che tuttora ricopre. Dal 2018 collabora anche come Allenatore Specialista Ostacoli presso la Società Atletica Bergamo 59 Oriocenter.

## Palmarès
| Anno | Manifestazione          | Sede      | Evento             | Risultato     | Prestazione | Note |
| ---- | ----------------------- | --------- | ------------------ | ------------- | ----------- | ---- |
| 1991 | Giochi del Mediterraneo | Atene     | 110 metri ostacoli | Bronzo        | 13”72       |      |
| 1991 | Giochi del Mediterraneo | Atene     | Salto in lungo     | Argento       | 8,15 m      |      |
| 1991 | Mondiali                | Tokyo     | Salto in lungo     | elim. qualif. | 7,88 m      |      |
| 1993 | Mondiali                | Stoccarda | 110 metri ostacoli | non in finale |             |      |

## Campionati nazionali
- 2 titoli nazionali nei 110 metri ostacoli
- 1 titolo nazionale nel salto in lungo
- 1 titolo nazionale nella staffetta 4×100 metri

1986
- Argento ai campionati italiani assoluti indoor, 60 m ostacoli - 8"03

1987
- Argento ai campionati italiani assoluti indoor, 60 m ostacoli - 7"93
- Argento ai campionati italiani assoluti, 400 m ostacoli - 50"64

1989
- Oro ai campionati italiani assoluti di atletica leggera, 110 metri ostacoli - 14"08
- Oro ai campionati italiani assoluti di atletica leggera, staffetta 4×100 - 39"49

1991
- Oro ai campionati italiani assoluti di atletica leggera, salto in lungo - 7,95 m (con Sandro Floris, Pierfrancesco Pavoni e Carlo Simionato)

1993
- Oro ai campionati italiani assoluti di atletica leggera, 110 metri ostacoli - 13"89